# OCT 클리니컬
OCT 클리니컬(OCT Clinical)은 러시아에 본사를 두고 있는 임상시험 수탁기관(CRO)으로 2005년 창립 이래 29개의 치료 분야에서 300개 이상의 연구를 진행해 온 동유럽에서 널리 알려진 임상연구 기업이다.  현재 200명 이상의 전문가로 구성된 팀들을 중심으로 종양학, 감염병 및 여러 임상시험 위탁 서비스를 제공하고 있다. 최근 (주)한독의 의뢰로 이뤄진 제3상 류마티스 처치 연구를 위한 환자 수 등록 목표를 달성했다고 발표했다.

## 역사
2005년 창립자이자 회장인 드미트리 샤로프(Dmitry Sharov)가 신생아 호흡곤란 증후군과 관련된 연구를 하면서 연구 과정에서 느낀 바를 토대로 회사를 설립했다.